# Ariane (Impératrice)
Pour les articles homonymes, voir Ariane.
Ariane parfois Ælia Ariadnè, née avant 457 et morte à Constantinople en 515, est une impératrice byzantine. Elle illustre parfaitement ce Ve siècle où les femmes de la famille impériale, comme Pulchérie ou Eudoxie, jouent un rôle considérable dans les intrigues politiques qui déchirent la cour de Constantinople.

## Biographie

### Jeunesse
Ariane est la fille aînée de l'empereur Léon Ier et de l'impératrice Verina. L'empereur Léon étant mort sans héritier mâle, c'est par le mariage d'Ariane que se perpétue la dynastie.
En 466, Tarasicodissa, le chef du clan isaurien à la cour de Léon Ier, dénonce un complot du fils du patrice Aspar contre l'empereur. Celui-ci offre à Tarasicodissa d'épouser Ariane, après avoir adopté un nom grec, celui de Zénon. De cette union, naît rapidement un fils, Léon II. Cette union donne un droit d'héritage à Zénon sur le trône byzantin.

### Impératrice au milieu des complots
En 474, à la mort de son père, son fils Léon II devient empereur. Mais, du fait de son jeune âge, Léon II est incapable de résister aux pressions paternelles. Léon II accorde donc le 9 février 474 la dignité impériale à son père Zénon et en fait son coempereur. Elle devient alors impératrice. C'est un règne rempli de complots et d'intrigues de cour.
Sa mère soutient l'usurpation de Basiliscus, son frère, contre Zénon puis tente de faire assassiner le général Illus à la suite de quoi elle est bannie de la cour.
En 479, sa sœur Léontia et son époux Marcien fomentent une révolte basée sur le droit de succession de Léontia, au détriment d'Ariane, car Léontia est porphyrogénète, c'est-à-dire née alors que son père était empereur. La révolte porte d'ailleurs ce nom. Jean d'Antioche considère que Vérina est à l'origine de cette révolte, mais son affirmation est incertaine.
En 480, sa mère, toujours confinée en Isaurie, entretient une correspondance avec Ariane et lui demande d'être libérée. Zénon et Illus refusent. Selon Jordanès, Ariane aurait échappé à un attentat fomenté par Zénon sous l'influence d'Illus qui aurait sous-entendu qu'il souhaiterait changer d'empereur. Ariane fomente alors un attentat contre Illus, il en réchappe avec une oreille en moins. Son assassin sera exécuté.
Sa mère s'allie ensuite avec Illus contre Zénon mais leur révolte échoue. En 488, à la fin du siège de la forteresse de Papirius, en Isaurie, Ariane fait rapatrier le corps de sa mère à Constantinople pour l'y enterrer.

### Une femme puissante
Son époux décède en avril 491 et Ariane choisit elle-même le futur empereur, Anastase, décurion des silentiaires, âgé de plus de 60 ans, qu'elle préfère à Longinus, le propre frère de Zénon. Après son couronnement, elle l'épouse le 20 mai 491.
Elle décède en 515.

## Dans la culture
Elle apparaît, sous le nom Adrian de Constantinople (métathèse d'Ariadn-) dans les romans arthuriens. L'identification se fait par recoupement avec Jules Népos (dans la légende Jules le César), dont elle était la tante par alliance.